# Wilton López
Wilton López (né le 19 juillet 1983 à León, Nicaragua) est un lanceur de relève droitier des Ligues majeures de baseball sous contrat avec les Blue Jays de Toronto.

## Carrière

### Astros de Houston
Wilton López signe son premier contrat professionnel en 2002 avec les Yankees de New York. Il joue en ligues mineures dans cette organisation, ainsi que dans le réseau de filiales des Padres de San Diego, avec qui il se joint en tant que joueur autonome en 2007. Mais il n'atteint pas les majeures avant de passer aux Astros de Houston. Ces derniers le réclament au ballottage le 10 avril 2009.
López dispute son premier match au plus haut niveau le 28 août 2009 pour Houston. Après six sorties comme lanceur de relève, on lui confie la mission d'être lanceur partant pour deux parties. Il subit chaque fois la défaite.
En 2010, López est utilisé uniquement en relève par les Astros, et il se montre efficace avec une excellente moyenne de points mérités de 2,96 en 67 manches lancées. Employé dans 68 parties, il termine la saison avec cinq victoires et deux défaites. Il est crédité d'une victoire pour la première fois depuis son entrée dans les majeures le 21 avril 2010 dans un gain des Astros sur les Marlins de la Floride, et réussit un premier sauvetage (son seul de la saison) le 17 août contre les Mets de New York.
En 2011, il présente une excellente moyenne de points mérités de 2,79 en 71 manches lancées. Utilisé en relève dans 73 parties des Astros, il ne remporte que deux victoires contre six défaites pour le club qui perd 106 parties durant la saison.
En 2012, alors que l'équipe des Astros est toujours aussi médiocre, López se distingue avec la meilleure moyenne de points mérités de tous les lanceurs de l'équipe : 2,17 en 66 manches et un tiers lancées lors de 64 sorties en relève. Il mérite six victoires contre trois défaites et enregistre 54 retraits au bâton.

### Rockies du Colorado
Le 4 décembre 2012, les Astros échangent López aux Rockies du Colorado contre les lanceurs droitiers Alex White et Alex Gillingham, le dernier évoluant toujours en ligues mineures. En deux saisons chez les Rockies, il présente une moyenne de points mérités de 4,63 en 81 manches et deux tiers lancées en 79 matchs. Il ne lance que 6 manches et un tiers en 2014.

### Blue Jays de Toronto
Le 16 décembre 2014, il signe un contrat des ligues mineures avec les Blue Jays de Toronto.